# Waltraud Volk
Waltraud Volk (* 22. Oktober 1924 in Berlin-Schmargendorf; † 7. Februar 1996 in Berlin-Friedrichsfelde) war eine deutsche Kunsthistorikerin, Denkmalpflegerin und Autorin.

## Leben
Waltraud Volk war eine Tochter des Berliner Studienrats Otto Volk (1885–1945). Sie studierte zuerst Medizin an der Universität Greifswald und wurde in der Endphase des Zweiten Weltkriegs als Krankenschwester dienstverpflichtet. Von 1946 bis 1948 nahm sie das Medizinstudium wieder auf, nun an der Humboldt-Universität Berlin, wechselte dann aber zum Studium der Kunstgeschichte und Archäologie, vor allem bei Richard Hamann. Sie schloss ihr Studium als Diplom-Kunstwissenschaftlerin ab. Schon als Studentin arbeitete sie im Wissenschaftlichen Aktiv mit, das Architekturteile und Skulpturen am Berliner Schloss vor dessen Sprengung barg und sicherstellte. Von 1952 bis 1957 war sie Mitarbeiterin am Institut für Theorie und Geschichte der Baukunst der Deutschen Bauakademie. 
1957 wurde sie als Nachfolgerin von Bodo Küttler Hauptreferentin für Denkmalpflege beim Magistrat von Berlin. Von 1964 bis 1966 hatte sie eine Aspirantur an der Humboldt-Universität Berlin inne. Eine geplante Dissertation kam jedoch nicht zur Vollendung. Von 1966 bis zum Eintritt in den Ruhestand 1986 war sie Mitarbeiterin am Institut für Städtebau und Architektur der Deutschen Bauakademie (ab 1973 Bauakademie der DDR).

## Nachlass
Waltraud Volk war von 1959 bis zu ihrem Tod Mitglied der Landesgeschichtlichen Vereinigung für die Mark Brandenburg. 1997 konnte die Vereinigung ihren Nachlass erwerben.

## Werke
- mit Hans Müther: Der Dom zu Brandenburg. Berlin: Union Verlag 1955 (= Das christliche Denkmal 20)
- mit Hans Müther: Die Klosterkirche zu Jerichow. Berlin: Union Verlag 1959 (= Das christliche Denkmal 36) Digitalisat
- Berlin, Hauptstadt der DDR: historische Strassen und Plätze heute. Berlin: Verlag für Bauwesen 1972 (= Historische Strassen und Plätze heute)
  - 2. Auflage 1973; 4., überarbeitete und erweiterte Auflage 1975
- Potsdam, Kulturhaus "Hans Marchwitza". Leipzig: Seemann 1978 (= Baudenkmale 44)
- Dresden. Berlin: Verlag für Bauwesen 1975 (= Historische Strassen und Plätze heute)
  - 2. Auflage 1976; 3. Auflage 1977; 4. Auflage 1984
- Leipzig. Berlin: Verlag für Bauwesen 1979 (= Historische Strassen und Plätze heute)
  - 2. Auflage 1981
- (Hrsg.): Karl Friedrich Schinkel: sein Wirken als Architekt; ausgewählte Bauten in Berlin und Potsdam im 19. Jahrhundert. Berlin: Verlag für Bauwesen 1981, 2. Auflage 1982
  - westdeutsche Lizenzausgabe: Stuttgart: Deutsche Verlags-Anstalt 1981 ISBN 978-3-421-02558-6
- Berlin: 1870–1890. Zeichnungen von Ernst Müller von Sondermühlen, Leipzig: Edition Leipzig 1986 ISBN 978-3-361-00124-4; Lizenzausgabe Berlin: Ernst 1987 ISBN 978-3-433-02240-5
- Potsdam.  Berlin: Verlag für Bauwesen 1988 ISBN 3345000504 (= Historische Strassen und Plätze heute), 2. Auflage 1993